# For You (MC 스나이퍼의 음반)
《For You》는 2005년에 발매된 MC 스나이퍼의 싱글이다.

## 수록곡
1. For You
2. 그대만이 그대니라
3. For You (inst.)
4. 그대만이 그대니라 (inst.)

## 참고 문서
- 네이버 뮤직